# Martina Hingis
Martina Hingis, švicarska tenisačica, * 30. september 1980, Košice, Češkoslovaška.
Martina Hingis je nekdanja številka ena na ženski teniški lestvici in zmagovalka petih posamičnih turnirjev za Grand Slam, še sedemkrat pa je zaigrala v finalu. Trikrat je osvojila Odprto prvenstvo Avstralije, v letih 1997, 1998 in 1999, ter po enkrat Odprto prvenstvo Anglije, leta 1997, in Odprto prvenstvo ZDA, prav tako leta 1997. Na turnirjih za Odprto prvenstvo Francije je dvakrat izgubila v finalu, v letih 1997 in 1999. Med letoma 1997 in 2001 je bila 209 tednov vodilna na ženski teniški lestvici. Leta 2002 je morala v starosti dvaindvajset let zaradi poškodb vezi v obeh gležnjih prekiniti svojo kariero. Po seriji operacij in terapij se je vrnila leta 2006. Povzpela se je do šestega mesta na ženski lestvici in osvojila tri turnirje. 1. oktobra 2007 je v starosti sedemindvajsetih let napovedala konec svoje kariere po tem, ko je bila na turnirju za Odprto prvenstvo Anglije pozitivna na testu za kokain. Zanikala je uporabo droge, toda nad avtomatično prepovedjo nastopov se ni pritožila. Leta 2013 je bila sprejeta v Mednarodni teniški hram slavnih.

## Posamični finali Grand Slamov (12)

### Zmage (5)
| Leto | Turnir                          | Nasprotnica v finalu | Rezultat finala |
| 1997 | Odprto prvenstvo Avstralije     | Mary Pierce          | 6–2, 6–2        |
| 1997 | Odprto prvenstvo Anglije        | Jana Novotná         | 2–6, 6–3, 6–3   |
| 1997 | Odprto prvenstvo ZDA            | Venus Williams       | 6–0, 6–4        |
| 1998 | Odprto prvenstvo Avstralije (2) | Conchita Martínez    | 6–3, 6–3        |
| 1999 | Odprto prvenstvo Avstralije (3) | Amélie Mauresmo      | 6–2, 6–3        |

### Porazi (7)
| Leto | Turnir                          | Nasprotnica v finalu | Rezultat finala  |
| 1997 | Odprto prvenstvo Francije       | Iva Majoli           | 6–4, 6–2         |
| 1998 | Odprto prvenstvo ZDA            | Lindsay Davenport    | 6–3, 7–5         |
| 1999 | Odprto prvenstvo Francije (2)   | Steffi Graf          | 4–6, 7–5, 6–2    |
| 1999 | Odprto prvenstvo ZDA (2)        | Serena Williams      | 6–3, 7–6(4)      |
| 2000 | Odprto prvenstvo Avstralije     | Lindsay Davenport    | 6–1, 7–5         |
| 2001 | Odprto prvenstvo Avstralije (2) | Jennifer Capriati    | 6–4, 6–3         |
| 2002 | Odprto prvenstvo Avstralije (3) | Jennifer Capriati    | 4–6, 7–6(7), 6–2 |